# Folio SF

Logo de la collection

Folio SF est une collection de romans consacrée aux littératures de l'imaginaire créée en 2000 par les éditions Gallimard.
À partir de mars 2023, la numérotation incorpore la nouvelle collection Folio Fantasy et certains ouvrages déjà parus dans la collection Folio SF sont réédités dans cette nouvelle collection.

## Présentation de la collection
Dirigée par Sébastien Guillot de 2000 à 2004 puis par Thibaud Eliroff jusqu'en 2005, Pascal Godbillon en est le directeur depuis 2006. La collection reprend beaucoup de classiques édités dans la défunte collection Présence du futur des éditions Denoël ainsi que beaucoup de titres édités dans la collection Lunes d'encre toujours aux éditions Denoël. Malgré son nom, cette collection ne propose pas que des textes de science-fiction, mais aussi de fantasy et de fantastique. Douglas Adams, Isaac Asimov, Ray Bradbury, Serge Brussolo, Orson Scott Card, Thomas Day, Philip K. Dick, Robert A. Heinlein, Robert Holdstock, Christopher Priest, Norman Spinrad, Jack Vance, Robert Charles Wilson, Roger Zelazny y sont parmi les auteurs les plus représentés.
Pour célébrer les quinze ans de la collection, Folio SF a organisé un grand concours d'écriture d'une fanfiction basée sur l'œuvre d'Alain Damasio, La Horde du Contrevent.
À partir d'octobre 2014, la collection Folio SF est enrichie d'une sous-série nommée XL (en même temps que Folio et Folio policier). Cette sous-série, qui s'inscrit dans la numérotation de la série Folio SF, publie des ouvrages regroupant plusieurs titres d'un même auteur dans un format supérieur à la série classique de la collection.
Pour la première fois depuis sa création, Folio SF change de maquette et de logo début 2015, à l'occasion des quinze ans de la série. L'ancienne, de couleur violet-argenté et de composition similaire à celle de la collection Folio, laisse place à une illustration pleine-page sur laquelle se détache le titre (en police Univers) et le nom de l'ouvrage (de police variable selon le titre) en blanc ou en noir selon l'illustration.

### Identité visuelle (logotype)

De 2000 à 2015
Depuis 2015

## Liste des titres

### Années 2000

#### 2000
1. Fondation par Isaac Asimov
2. Fondation et Empire par Isaac Asimov
3. Fahrenheit 451 par Ray Bradbury
4. La Couleur tombée du ciel par H. P. Lovecraft
5. Frankenstein ou le Prométhée moderne par Mary Shelley
6. Martiens, Go Home! par Fredric Brown
7. Le Printemps russe - 1 par Norman Spinrad
8. Le Printemps russe - 2 par Norman Spinrad
9. L'Échiquier du mal - 1 par Dan Simmons
10. L'Échiquier du mal - 2 par Dan Simmons
11. Oms en série par Stefan Wul
12. Le Syndrome du scaphandrier par Serge Brussolo
13. Gandahar par Jean-Pierre Andrevon (regroupe le roman Les Hommes-machines contre Gandahar ainsi que les deux nouvelles Le Château du dragon et Un quartier de verdure)
14. Le Septième Fils par Orson Scott Card
15. Le Prophète rouge par Orson Scott Card
16. L'Apprenti par Orson Scott Card
17. Persistance de la vision par John Varley
18. Gilgamesh, roi d'Ourouk par Robert Silverberg
19. Les Neuf Princes d'Ambre par Roger Zelazny
20. Les Fusils d'Avalon par Roger Zelazny
21. Le Guide galactique par Douglas Adams
22. L'Homme qui rétrécit par Richard Matheson
23. ENtreFER par Iain M. Banks
24. Kirinyaga par Mike Resnick
25. Substance Mort par Philip K. Dick
26. Bzjeurd par Olivier Sillig
27. L'Invasion des profanateurs par Jack Finney
28. Gloriana ou la reine inassouvie par Michael Moorcock
29. Malakansâr par Michel Grimaud
30. Passeport pour les étoiles par Francis Valéry
31. Seconde Fondation par Isaac Asimov
32. Congo pantin. Les Évadés du mirage par Philippe Curval
33. Les Fils de la sorcière par Mary Gentle
34. Le Jeune Homme, la Mort et le Temps par Richard Matheson
35. Le Dernier Restaurant avant la fin du monde par Douglas Adams
36. Le Temps du twist par Joël Houssin
37. Dans l'abîme du temps par H. P. Lovecraft
38. Le Signe de la Licorne par Roger Zelazny

#### 2001
1. Deus Irae par Philip K. Dick et Roger Zelazny
2. La maison Usher ne chutera pas par Pierre Stolze
3. Fondation foudroyée par Isaac Asimov
4. Une étoile m'a dit par Fredric Brown
5. Rivage des intouchables par Francis Berthelot
6. Un paysage du temps par Gregory Benford
7. Chroniques martiennes par Ray Bradbury
8. La Main d'Obéron par Roger Zelazny
9. Babylon Babies par Maurice G. Dantec
10. Le diable l'emporte par René Barjavel
11. Mozart en verres miroirs par Bruce Sterling
12. Sur les ailes du chant par Thomas M. Disch
13. Terre et Fondation par Isaac Asimov
14. La Vie, l'Univers et le Reste par Douglas Adams
15. Je suis une légende par Richard Matheson
16. L'Aube écarlate par Lucius Shepard
17. Un animal doué de raison par Robert Merle
18. Les Cours du Chaos par Roger Zelazny
19. Cartographie du merveilleux par André-François Ruaud
20. Gros Temps par Bruce Sterling
21. La Voie du cygne par Laurent Kloetzer
22. Salut, et encore merci pour le poisson par Douglas Adams
23. Les Atouts de la vengeance par Roger Zelazny
24. Globalement inoffensive par Douglas Adams
25. Les Éléphants d'Hannibal par Robert Silverberg
26. Niourk par Stefan Wul
27. Le Sang d'Ambre par Roger Zelazny
28. Les Maîtres chanteurs par Orson Scott Card
29. Titan par John Varley
30. Mémo par André Ruellan
31. La Machine à explorer l'espace par Christopher Priest
32. Le Nez de Cléopâtre par Robert Silverberg
33. Sorcière par John Varley
34. Histoire d'os par Howard Waldrop
35. La Machine à explorer le temps par Herbert George Wells
36. Le Signe du Chaos par Roger Zelazny
37. Les Vents du changement par Isaac Asimov
38. Les Solariens par Norman Spinrad
39. Démon par John Varley
40. Chevalier des Ombres par Roger Zelazny
41. Fantômes et Farfafouilles par Fredric Brown
42. Bios par Robert Charles Wilson
43. Sept jours pour expier par Walter Jon Williams
44. Prince du Chaos par Roger Zelazny

#### 2002
1. Chrono-minets par Isaac Asimov
2. Je suis d'ailleurs par H. P. Lovecraft
3. Un cantique pour Leibowitz par Walter M. Miller
4. Requiem pour Philip K. Dick par Michael Bishop
5. La Fille aux cheveux noirs par Philip K. Dick
6. Invasions divines : Philip K. Dick, une vie par Lawrence Sutin (en)
7. La Fin de l'Éternité par Isaac Asimov
8. Orbitor par Mircea Cartarescu
9. Le Monde inverti par Christopher Priest
10. Solaris par Stanislas Lem
11. Le Festin nu par William S. Burroughs
12. Angel Heart. Le Sabbat dans Central Park par William Hjortsberg
13. Fight Club par Chuck Palahniuk
14. Agyar par Steven Brust
15. Atlas des brumes et des ombres par Patrick Marcel
16. Le Masque de la mort rouge et autres nouvelles fantastiques par Edgar Allan Poe
17. Le Styx coule à l'envers par Dan Simmons
18. Le Vieil Homme et son double par Joe Haldeman
19. Schismatrice + par Bruce Sterling
20. Engrenages par Fred Saberhagen et Roger Zelazny
21. Boulevard des banquises par Serge Brussolo
22. La Cité et les Astres par Arthur C. Clarke
23. Noô par Stefan Wul
24. En approchant de la fin par Andrew Weiner
25. Par-delà le mur du sommeil par H. P. Lovecraft
26. L'Univers en folie par Fredric Brown
27. Minority Report (et autres récits) par Philip K. Dick
28. Les Mailles du réseau par Bruce Sterling
29. Les Années fléaux par Norman Spinrad
30. L'Enfant maudit par David Gemmell
31. La Mort des nations par David Gemmell
32. Le Chaland d'or par Michael Moorcock
33. La Voie du sabre par Thomas Day (réédition en Folio Fantasy en 2025)
34. Thomas le Rimeur par Ellen Kushner
35. Le Rhinocéros qui citait Nietzsche par Peter S. Beagle
36. Le Prince noir par David Gemmell
37. L'Esprit du chaos par David Gemmell
38. Les Dieux eux-mêmes par Isaac Asimov

#### 2003
1. L'Échange par Alan Brennert
2. Histoires mystérieuses par Isaac Asimov
3. L'Œil de la sibylle par Philip K. Dick
4. Un cheval dans la salle de bains par Douglas Adams
5. Beau comme un aéroport par Douglas Adams
6. Jardins virtuels par Sylvie Denis
7. Le Maître des ombres par Roger Zelazny
8. La Fontaine pétrifiante par Christopher Priest
9. Parade nuptiale par Donald Kingsbury
10. Les Royaumes du Nord par Philip Pullman
11. Échecs et Maths par Terry Bisson
12. Envahisseurs ! par Andrew Weiner
13. La Mécanique du centaure par M. John Harrison
14. L'Anneau de Ritornel par Charles L. Harness
15. Les Loups des étoiles par Edmond Hamilton
16. Space Opera par Jack Vance
17. Santiago par Mike Resnick
18. La Planète des ouragans par Serge Brussolo
19. La Tour des anges par Philip Pullman
20. Le Jardin de Suldrun par Jack Vance
21. Le Compagnon par Orson Scott Card
22. Le Silence de l'espace par Tommaso Pincio
23. Souvenir par Philip K. Dick
24. Ce qui mordait le ciel… par Serge Brussolo
25. La Perle verte par Jack Vance
26. Le Miroir d'ambre par Philip Pullman
27. La Cité pastel par M. John Harrison
28. Madouc par Jack Vance
29. La Lune seule le sait par Johan Heliot
30. Les Innamorati par Midori Snyder
31. Darwinia par Robert Charles Wilson
32. Ariosto furioso par Chelsea Quinn Yarbro
33. Le Signe des locustes par M. John Harrison
34. L'Homme tombé du ciel par Walter S. Tevis
35. Lord Démon par Jane Lindskold et Roger Zelazny
36. Les Dieux incertains par M. John Harrison
37. Les Menhirs de glace par Kim Stanley Robinson
38. Dérapages par Harlan Ellison

#### 2004
1. Moi, Asimov par Isaac Asimov
2. Le Voyage gelé par Philip K. Dick
3. La Villa des mystères par Federico Andahazi
4. Le Travail du furet par Jean-Pierre Andrevon
5. Flûte, flûte et flûtes ! par Isaac Asimov
6. Paycheck par Philip K. Dick
7. Les sondeurs vivent en vain par Cordwainer Smith
8. La Planète Shayol par Cordwainer Smith
9. Norstralie par Cordwainer Smith
10. Légendes et glossaire du futur par Anthony R. Lewis et Cordwainer Smith
11. Fonds de tiroir par Douglas Adams
12. Les Croisés du cosmos par Poul Anderson
13. Pas de panique ! Douglas Adams et Le Guide galactique par Neil Gaiman
14. Mallworld par S. P. Somtow
15. Un requin sous la Lune par Matt Ruff
16. Une chaleur venue d'ailleurs par Michael Moorcock
17. La Lumière des morts par Thierry Di Rollo
18. Les Neuf Princes du Chaos par John Gregory Betancourt (en)
19. Psychohistoire en péril - 1 par Donald Kingsbury
20. Psychohistoire en péril - 2 par Donald Kingsbury
21. Les Terres creuses par Michael Moorcock
22. Pontesprit par Joe Haldeman
23. La Fin de tous les chants par Michael Moorcock
24. Le Canal Ophite par John Varley
25. Mange-monde par Serge Brussolo
26. Légendes de la fin des temps par Michael Moorcock
27. La Forêt des mythagos par Robert Holdstock
28. Lavondyss par Robert Holdstock
29. Les Extrêmes par Christopher Priest
30. L'Instinct de l'équarrisseur par Thomas Day
31. Villa Vortex par Maurice G. Dantec
32. Le Pouvoir par Frank M. Robinson
33. Le Passe-broussaille par Robert Holdstock
34. La Porte d'ivoire par Robert Holdstock
35. La Cybériade par Stanislas Lem
36. Les Conjurés de Florence par Paul J. McAuley
37. Toi l'immortel par Roger Zelazny

#### 2005
1. Au prix du papyrus par Isaac Asimov
2. Immunité et autres mirages futurs par Philip K. Dick
3. Le Miroir de ses rêves par Stephen R. Donaldson
4. Les Fils du vent par Robert Charles Wilson
5. La Musique du sang par Greg Bear
6. Le Chant de Kali par Dan Simmons
7. La Profondeur des tombes par Thierry Di Rollo
8. Un cavalier passe par Stephen R. Donaldson
9. La Trilogie du minotaure par Thomas Burnett Swann
10. Croisades par Jack Vance
11. L'Homme qui voulait tuer l'empereur par Thomas Day
12. L'Homme qui vendit la Lune par Robert A. Heinlein
13. Les Vertes Collines de la Terre par Robert A. Heinlein
14. Révolte en 2100 par Robert A. Heinlein
15. Les Enfants de Mathusalem suivi de Les Orphelins du ciel par Robert A. Heinlein
16. Le Feu de ses passions par Stephen R. Donaldson
17. L'Enfant de nulle part par Roger Zelazny
18. Un vaisseau fabuleux et autres voyages galactiques par Philip K. Dick
19. Ambre et Chaos par John Gregory Betancourt (en)
20. La Cité du soleil et autres récits héliotropes par Ugo Bellagamba
21. L'Oiseau d'Amérique par Walter S. Tevis
22. Dangereuse Callisto par Isaac Asimov
23. L'Homme illustré par Ray Bradbury
24. Le Guide du voyageur galactique par Douglas Adams (réédition du no 21)
25. Dans le jardin et autres réalités déviantes par Philip K. Dick
26. Faerie Hackers par Johan Heliot
27. Les Îles du Soleil par Ian R. MacLeod
28. Marionnettes humaines par Robert A. Heinlein
29. Phénix par Bernard Simonay
30. Bibliothèque de l'Entre-Mondes par Francis Berthelot
31. Futur intérieur par Christopher Priest
32. Ventus par Karl Schroeder
33. La Planète géante par Jack Vance
34. Les Baladins de la planète géante par Jack Vance
35. Visages volés par Michael Bishop
36. Un cas de conscience par James Blish
37. L'Homme aux yeux de napalm par Serge Brussolo
38. Les Fontaines du paradis par Arthur C. Clarke
39. La Naissance d'Ambre par John Gregory Betancourt (en)

#### 2006
1. La Forteresse de coton par Philippe Curval
2. Graal par Bernard Simonay
3. Radio libre Albemuth par Philip K. Dick
4. La Saga de Hrolf Kraki par Poul Anderson
5. Rêve de fer par Norman Spinrad
6. Le Vaisseau des voyageurs par Robert Charles Wilson
7. SIVA par Philip K. Dick
8. La Malédiction de la Licorne par Bernard Simonay
9. Le Maître des rêves par Roger Zelazny
10. En mémoire de mes péchés par Joe Haldeman
11. Hollywood Blues par Kim Newman
12. Zodiac par Neal Stephenson
13. Boulevard des disparus par Andrew Weiner
14. Semailles humaines par James Blish
15. L'Invasion divine par Philip K. Dick
16. Né avec les morts par Robert Silverberg
17. De la poussière à la chair - Souvenirs d'une famille d'immortels par Ray Bradbury
18. En route pour la gloire par Robert A. Heinlein
19. La Forêt d'envers-monde suivi de Les dieux demeurent par Thomas Burnett Swann
20. Élévation par David Brin
21. La Transmigration de Timothy Archer par Philip K. Dick
22. Les Chroniques de l'Empire - 1 par Georges Foveau
23. Les Chroniques de l'Empire - 2 par Georges Foveau
24. Un chœur d'enfants maudits par Tom Piccirilli
25. Vampire Junction par S. P. Somtow
26. Le Prestige par Christopher Priest
27. Âmes perdues par Poppy Z. Brite
28. La Foire des ténèbres par Ray Bradbury

#### 2007
1. Le Royaume unique par Sean Russell
2. En un autre pays par Robert Silverberg
3. L'Oreille interne par Robert Silverberg
4. Valentine par S. P. Somtow
5. Le Jour des Triffides par John Wyndham
6. Les Amants étrangers par Philip José Farmer
7. La Compagnie des fées par Garry Kilworth
8. La Lune n'est pas pour nous par Johan Heliot
9. La Horde du Contrevent par Alain Damasio
10. L'Île de la bataille par Sean Russell
11. Vanitas par S. P. Somtow
12. Mother London par Michael Moorcock
13. La Légion de l'espace par Jack Williamson
14. Les Forces de la nuit par Barbara Hambly
15. Une femme sans histoires par Christopher Priest
16. Le Double Corps du roi par Ugo Bellagamba et Thomas Day
17. Rouge sang par Melvin Burgess
18. Lune de miel en enfer par Fredric Brown
19. Un jeu cruel par Robert Silverberg
20. Les Murs des ténèbres par Barbara Hambly
21. La Nuit du bombardier par Serge Brussolo
22. Hadès Palace par Francis Berthelot
23. Les Cométaires par Jack Williamson
24. Le Concours du millénaire par Robert Sheckley et Roger Zelazny
25. Les Armées du jour par Barbara Hambly
26. Les Routes de l'ombre par Sean Russell
27. Rayons pour Sidar par Stefan Wul
28. Croisière sans escale par Brian Aldiss
29. Sculpteurs de ciel par Alexander Jablokov
30. Seul contre la légion par Jack Williamson
31. Les Chronolithes par Robert Charles Wilson
32. Double Étoile par Robert A. Heinlein

#### 2008
1. L'Homme programmé par Robert Silverberg
2. La Porte de bronze par Bernard Simonay
3. Permanence par Karl Schroeder
4. Sukran par Jean-Pierre Andrevon
5. Sixième Colonne par Robert A. Heinlein
6. Jhereg par Steven Brust
7. Au-delà de la planète silencieuse par C. S. Lewis
8. Les Langages de Pao par Jack Vance
9. Ange mémoire par Robert Charles Wilson
10. Yendi par Steven Brust
11. Jusqu'au cœur du soleil par David Brin
12. Le Royaume de l'été par James A. Hetley
13. Meddik par Thierry Di Rollo
14. Dans la dèche au royaume enchanté par Cory Doctorow
15. Perelandra par C. S. Lewis
16. La Séparation par Christopher Priest
17. Marée stellaire par David Brin
18. Les Machines à bonheur par Ray Bradbury
19. Emphyrio par Jack Vance
20. Cette hideuse puissance par C. S. Lewis
21. Planète à gogos suivi de Les Gogos contre-attaquent par Cyril M. Kornbluth et Frederik Pohl
22. Le Souffle du temps par Robert Holdstock
23. Chromozone par Stéphane Beauverger
24. Le Nomade du temps par Michael Moorcock
25. Gens de la Lune par John Varley
26. Révolte sur la Lune par Robert A. Heinlein
27. Lune et l'autre par John Kessel
28. Teckla par Steven Brust
29. La Guerrière oubliée par Mary Gentle
30. La Puissance de Carthage par Mary Gentle

#### 2009
1. Les Machines sauvages par Mary Gentle
2. La Dispersion des ténèbres par Mary Gentle
3. Quinze minutes par Charles Dickinson
4. Le Monde vert par Brian Aldiss
5. La Vitesse de l'obscurité par Elizabeth Moon
6. Les Noctivores par Stéphane Beauverger
7. La Maison aux fenêtres de papier par Thomas Day
8. Janua Vera par Jean-Philippe Jaworski (réédition en Folio Fantasy en 2023)
9. Le Royaume blessé par Laurent Kloetzer
10. Les Gardes Phénix par Steven Brust
11. Fondation par Isaac Asimov (réédition du no 1 avec une traduction révisée)
12. Fondation et Empire par Isaac Asimov (réédition du no 2 avec une traduction révisée)
13. Seconde Fondation par Isaac Asimov (réédition du no 31 avec une traduction révisée)
14. Fondation foudroyée par Isaac Asimov (réédition du no 41)
15. Terre et Fondation par Isaac Asimov (réédition du no 51)
16. La Brigade de l'œil par Guillaume Guéraud
17. La Vie éternelle par Jack Vance
18. Peste par Chuck Palahniuk
19. Trois cœurs, trois lions suivi de Deux regrets par Poul Anderson
20. Journal d'un ange par Pierre Corbucci
21. L'Ensorceleuse par Elizabeth Hand
22. Taltos par Steven Brust
23. La Cité nymphale par Stéphane Beauverger
24. L'Ombre du bourreau par Gene Wolfe
25. Blind Lake par Robert Charles Wilson
26. La Zone du Dehors par Alain Damasio
27. Fournaise par James Patrick Kelly
28. Le Créateur chimérique par Joëlle Wintrebert
29. La Vallée des neuf cités par Bernard Simonay
30. Par-delà les murs du monde par James Tiptree, Jr
31. La Griffe du demi-dieu par Gene Wolfe

### Années 2010
| Sommaire : | - Haut - 2010 - 2011 - 2012 - 2013 - 2014 - 2015 - 2016 - 2017 - 2018 - 2019 |

#### 2010
1. L'Épée du licteur par Gene Wolfe
2. Bloodsilver par Wayne Barrow
3. La Tour de Babylone par Ted Chiang
4. Le Royaume des Devins par Clive Barker
5. Péninsule par Michael G. Coney
6. Un peu de ton sang suivi de Je répare tout par Theodore Sturgeon
7. Spin par Robert Charles Wilson
8. La Citadelle de l'Autarque suivi de Le Chat et de La Carte par Gene Wolfe
9. Khanaor par Francis Berthelot
10. Serpentine par Mélanie Fazi
11. À la pointe de l'épée par Ellen Kushner
12. Les Couleurs de l'acier par K. J. Parker
13. Le Ventre de l'arc par K. J. Parker
14. La Forge des épreuves par K. J. Parker
15. Le Trône d'ébène par Thomas Day
16. Simulacron 3 par Daniel F. Galouye
17. Gradisil par Adam Roberts
18. L'Enfant sorcier de Ssinahan par Georges Foveau
19. Bohème par Mathieu Gaborit
20. Le Pianiste déchaîné par Kurt Vonnegut
21. Canisse par Olivier Bleys
22. Arlis des forains par Mélanie Fazi
23. Ivoire par Mike Resnick
24. Les Aventures de Northwest Smith par Catherine Lucille Moore
25. Jirel de Joiry par Catherine Lucille Moore
26. Dehors les chiens, les infidèles par Maïa Mazaurette (réédition en Folio Fantasy en 2024)
27. Évadés de l'Enfer ! par Hal Duncan
28. Le Monde aveugle par Daniel F. Galouye
29. Le Roi des elfes par Philip K. Dick

#### 2011
1. Contes de la fée verte par Poppy Z. Brite
2. Notre-Dame aux écailles par Mélanie Fazi
3. Le Monde englouti par J. G. Ballard
4. Gagner la guerre par Jean-Philippe Jaworski (réédition en Folio Fantasy en 2023)
5. L'Énigme du cadran solaire par Mary Gentle
6. Le Déchronologue par Stéphane Beauverger
7. La Cabane de l'aiguilleur par Robert Charles Wilson
8. L'Archipel du Rêve par Christopher Priest
9. McSweeney's anthologie d'histoires effroyables par Michael Chabon
10. Marionnettes humaines par Robert A. Heinlein (réédition du no 223 avec une traduction révisée)
11. Les Tours de Samarante par Norbert Merjagnan
12. Les Démons de Paris par Jean-Philippe Depotte
13. Le Faiseur d'histoire par Stephen Fry
14. Le Jeune Détective et autres histoires étranges par Kelly Link
15. Sécheresse par J. G. Ballard
16. Comme des fantômes par Fabrice Colin
17. Les Pommes d'or du soleil par Ray Bradbury
18. Mémoria par Laurent Genefort
19. Rien ne nous survivra par Maïa Mazaurette
20. Encore une chose... par Eoin Colfer
21. Mysterium par Robert Charles Wilson
22. Le Haut-lieu et autres espaces inhabitables par Serge Lehman
23. L'Homme bicentenaire par Isaac Asimov
24. L'Accroissement mathématique du plaisir par Catherine Dufour
25. Brasyl par Ian McDonald
26. Regarde le soleil par James Patrick Kelly
27. L'Homme démoli par Alfred Bester
28. Les Chroniques de Durdane par Jack Vance

#### 2012
1. Terminus, les étoiles par Alfred Bester
2. Cher Jupiter par Isaac Asimov
3. L'Esclave par Carol Berg
4. Tancrède par Ugo Bellagamba
5. Le Glamour par Christopher Priest
6. Outrage et Rébellion par Catherine Dufour
7. Axis par Robert Charles Wilson
8. La Vie secrète et remarquable de Tink Puddah par Nick DiChario
9. Du sel sous les paupières par Thomas Day
10. La Guerre olympique par Pierre Pelot
11. La Vieille Anglaise et le Continent et autres récits par Jeanne-A Debats
12. Kane : L'Intégrale - 1 par Karl Edward Wagner
13. Kane : L'Intégrale - 2 par Karl Edward Wagner
14. Kane : L'Intégrale - 3 par Karl Edward Wagner
15. Le Jeu des sabliers par Jean-Claude Dunyach
16. Le Successeur de pierre par Jean-Michel Truong
17. Un remède à la mélancolie par Ray Bradbury
18. Seigneur de lumière par Roger Zelazny
19. Voisins d'ailleurs par Clifford D. Simak
20. Roi du matin, reine du jour par Ian McDonald
21. Sympathies for the Devil par Thomas Day
22. Vélum par Hal Duncan
23. Encre par Hal Duncan
24. Ces choses que nous n'avons pas vues venir par Steven Amsterdam (en)
25. Retour sur l'horizon par Serge Lehman
26. L'Insoumis par Carol Berg

#### 2013
1. Loup, y es-tu ? par Henri Courtade
2. La Fille du roi des elfes par Lord Dunsany
3. Le Formidable Événement par Maurice Leblanc
4. Le Système Valentine par John Varley
5. Le Dernier des maîtres par Philip K. Dick
6. Les Lames du cardinal par Pierre Pevel (réédition en Folio Fantasy en 2024)
7. Le Chasseur et son ombre par George R. R. Martin, Daniel Abraham et Gardner R. Dozois
8. Loar par Loïc Henry
9. Léviathan 99 par Ray Bradbury
10. Hellraiser par Clive Barker
11. À travers temps par Robert Charles Wilson
12. Frontière barbare par Serge Brussolo
13. Cleer par L. L. Kloetzer
14. Wastburg par Cédric Ferrand
15. Le Vaisseau ardent par Jean-Claude Marguerite
16. Les Jours étranges de Nostradamus par Jean-Philippe Depotte
17. L'Héritage de saint Leibowitz par Walter M. Miller
18. Le Vengeur par Carol Berg
19. Question de méthode par Philip K. Dick
20. Berazachussetts par Leandro Ávalos Blacha
21. Les faucheurs sont les anges par Alden Bell
22. L'Alchimiste des ombres par Pierre Pevel (réédition en Folio Fantasy en 2024)
23. Rosée de feu par Xavier Mauméjean
24. Stalker par Arcadi et Boris Strougatski
25. Le Fleuve des dieux par Ian McDonald
26. La Magnificence des oiseaux par Barry Hughart
27. Trajets et itinéraires de la mémoire par Serge Brussolo
28. La Légende de la pierre par Barry Hughart
29. Seeker par Jack McDevitt

#### 2014
1. Moi, Lucifer par Glen Duncan
2. Huit honorables magiciens par Barry Hughart
3. Le Baiser du rasoir par Daniel Polansky
4. Histoire de Tiric Sherna par Thomas Geha
5. Histoire de Kardelj Abaskar par Thomas Geha
6. Le Dragon des arcanes par Pierre Pevel (réédition en Folio Fantasy en 2024)
7. Aucun souvenir assez solide par Alain Damasio
8. Les Opéras de l'espace par Laurent Genefort
9. Dilvish le damné par Roger Zelazny
10. Dæmone par Thomas Day
11. Ne pas se fier à la couverture par Philip K. Dick
12. Le Casse du continuum par Léo Henry
13. Destination ténèbres par Frank M. Robinson
14. Le Temps du twist par Joël Houssin (réédition du no 36)
15. La mort peut danser par Jean-Marc Ligny
16. Armageddon Rag par George R. R. Martin
17. Fugues par Lewis Shiner
18. Alternative rock par Stephen Baxter, Jack Dann, Gardner R. Dozois, Michael Swanwick et Walter Jon Williams
19. Les Pousse-pierres par Arnaud Duval
20. Les Contacteurs par Christian Léourier
21. Ainsi naissent les fantômes par Lisa Tuttle
22. La Soif primordiale par Pablo De Santis
23. Treis, altitude zéro par Norbert Merjagnan
24. Julian par Robert Charles Wilson
25. La Voix du couteau par Patrick Ness
26. Le Cercle et la Flèche par Patrick Ness
27. La Guerre du bruit par Patrick Ness
28. Comment j'ai cuisiné mon père, ma mère... et retrouvé l'amour par S. G. Browne
29. Le Dernier Loup-garou par Glen Duncan
30. Les Enfants du Léthé par Christian Léourier
31. Feed par Mira Grant
32. Par-delà la légende par Richard Matheson (réédition des nos 22, 34 et 53 en un seul ouvrage dans la sous-collection XL)
33. L'Échiquier du mal par Dan Simmons (réédition des nos 9 et 10 en un seul ouvrage dans la sous-collection XL)
34. Deadline (en) par Mira Grant
35. Lignes de vie par Graham Joyce

#### 2015
1. Avilion par Robert Holdstock
2. Red Flag par Mira Grant
3. Même pas mort par Jean-Philippe Jaworski (réédition en Folio Fantasy en 2023)
4. Il est difficile d'être un dieu par Arcadi et Boris Strougatski
5. Omale - 1 par Laurent Genefort (regroupe les deux romans Omale et Les Conquérants d'Omale)
6. Omale - 2 par Laurent Genefort (regroupe les deux romans La Muraille Sainte d'Omale et L'Affaire du Rochile ainsi que le recueil de nouvelles Les Omaliens)
7. Les étoiles s'en balancent par Laurent Whale
8. Vortex par Robert Charles Wilson
9. Je suis la reine et autres histoires inquiétantes par Anna Starobinets
10. Rêves de gloire par Roland C. Wagner
11. Le Train de la réalité et les Morts du général par Roland C. Wagner
12. Le Chemin des dieux par Jean-Philippe Depotte
13. La Maison des derviches par Ian McDonald
14. Reproduction interdite par Jean-Michel Truong
15. Anges de fer, paradis d'acier par Serge Brussolo
16. Les Rêveurs de l'Irgendwo par Christian Léourier
17. Le Secret interdit par Bernard Simonay
18. Récits du Vieux Royaume par Jean-Philippe Jaworski (réédition des nos 332 et 388 en un seul ouvrage dans la sous-collection XL)
19. Les Princes d’Ambre - Cycle 1 par Roger Zelazny (réédition des nos 19, 20, 38, 46 et 56 en un seul ouvrage dans la sous-collection XL)
20. Les Insulaires par Christopher Priest
21. Le Testament de Jessie Lamb par Jane Rogers (en)
22. Journal de nuit par Jack Womack
23. L'Arbre d'Halloween par Ray Bradbury
24. Aqua™ par Jean-Marc Ligny
25. Le Prince déchu par Bernard Simonay
26. Fondation - 1 par Isaac Asimov (réédition des nos 335, 336 et 337 en un seul ouvrage dans la sous-collection XL)
27. Fondation - 2 par Isaac Asimov (réédition des nos 338 et 339 en un seul ouvrage dans la sous-collection XL)
28. La Forêt de cristal par J. G. Ballard
29. Talulla par Glen Duncan
30. Les Limites de l'enchantement par Graham Joyce
31. Frankenstein ou le Prométhée moderne par Mary Shelley (réédition du no 5 avec une nouvelle traduction)

#### 2016
1. Les Vents du changement et autres nouvelles par Isaac Asimov (réédition des nos 75 et 196 en un seul ouvrage)
2. Argentine par Joël Houssin
3. Les Petites Fées de New York par Martin Millar (en)
4. Le Jardin des silences par Mélanie Fazi
5. Au cœur du silence par Graham Joyce
6. L'Archipel du Soleil par Bernard Simonay
7. Notre île sombre par Christopher Priest
8. Le Crépuscule des géants par Bernard Simonay
9. Le Dernier Château et autres crimes par Jack Vance
10. Magies secrètes par Hervé Jubert
11. Le Tournoi des ombres par Hervé Jubert
12. La Nuit des égrégores par Hervé Jubert
13. Anamnèse de Lady Star par L. L. Kloetzer
14. La Quête du prince boiteux par Paul Carta
15. La Terre des morts par Bernard Simonay
16. Morwenna par Jo Walton
17. Le Siège des dieux par Paul Carta
18. Les Ombres de Torino par Arnaud Duval
19. La Trilogie Spin par Robert Charles Wilson (réédition des nos 362, 419 et 510 en un seul ouvrage dans la sous-collection XL)
20. Période d'essai par Isaac Asimov
21. Sept secondes pour devenir un aigle par Thomas Day
22. Rites de sang par Glen Duncan
23. Les Derniers Jours du Paradis par Robert Charles Wilson
24. Les Vaisseaux d'Omale par Laurent Genefort
25. Exodes par Jean-Marc Ligny
26. La Petite Déesse par Ian McDonald
27. Les Princes d’Ambre - Cycle 2 par Roger Zelazny (réédition des nos 61, 65, 74, 78 et 82 en un seul ouvrage dans la sous-collection XL)
28. Vent rouge par Jean-Luc Bizien
29. Dragon noir par Jean-Luc Bizien

#### 2017
1. Cher Jupiter par Isaac Asimov (réédition des nos 163 et 414 en un seul ouvrage)
2. Thya par Estelle Faye
3. Les Damnés de l'asphalte par Laurent Whale
4. Les Geôliers par Serge Brussolo
5. Enoch par Estelle Faye
6. La Fille-Sortilège par Marie Pavlenko
7. La Panse par Léo Henry
8. Comme un conte par Graham Joyce
9. Les Enchantements d'Ambremer par Pierre Pevel
10. Le Cercle de Farthing par Jo Walton
11. Quand les ténèbres viendront par Isaac Asimov
12. Suréquipée par Grégoire Courtois
13. L'Élixir d'oubli par Pierre Pevel
14. L'Ombre du pouvoir par Fabien Cerutti (réédition en Folio Fantasy en 2024)
15. Port d'âmes par Lionel Davoust
16. Le Royaume immobile par Pierre Pevel
17. Le Paradoxe de Fermi par Jean-Pierre Boudine
18. Big Fan par Fabrice Colin
19. Le fou prend le roi par Fabien Cerutti (réédition en Folio Fantasy en 2024)
20. Hamlet au paradis par Jo Walton
21. Les Perséides par Robert Charles Wilson
22. Guide de survie pour le voyageur du temps amateur par Charles Yu (en)
23. Un éclat de givre par Estelle Faye
24. La Ménagerie de papier par Ken Liu
25. Fight Club 2 par Chuck Palahniuk et Cameron Stewart
26. Vestiges par Laurence Suhner
27. Le Voyage de Simon Morley par Jack Finney
28. L'Adjacent par Christopher Priest
29. Trois oboles pour Charon par Franck Ferric

#### 2018
1. De meute à mort par Jean-Philippe Jaworski (réédition en Folio Fantasy en 2023)
2. L'Appel des illustres par Romain Delplancq
3. L'Ouvreur des chemins par Laurence Suhner
4. Aylus par Estelle Faye
5. Une demi-couronne par Jo Walton
6. Les Affinités par Robert Charles Wilson
7. Vostok par L. L. Kloetzer
8. Phænomen - L'Intégrale par Erik L'Homme
9. Origines par Laurence Suhner
10. SS-GB par Len Deighton
11. Sous béton par Karoline Georges
12. La Déesse des marguerites et des boutons d’or par Martin Millar (en)
13. L'Épée de l'hiver par Marta Randall
14. Les Jardins statuaires par Jacques Abeille
15. Le Veilleur du jour par Jacques Abeille
16. SIVA par Philip K. Dick (réédition du no 241 avec une traduction harmonisée)
17. Mondocane par Jacques Barbéri
18. Les Quatre-vingt-un Frères par Romain d'Huissier
19. Superposition par David Walton
20. L'Inclinaison par Christopher Priest
21. Un homme plein de misère par Jacques Abeille
22. Latium - 1 par Romain Lucazeau
23. Latium - 2 par Romain Lucazeau
24. Étoiles sans issue par Laurent Genefort
25. Les Peaux-épaisses par Laurent Genefort
26. Les Océans stellaires par Loïc Henry
27. La Résurrection du dragon par Romain d'Huissier

#### 2019
1. L'Éveil des réprouvés par Romain Delplancq
2. Les Grands Arrières par Jean-Philippe Jaworski (réédition en Folio Fantasy en 2023)
3. La Cité du futur par Robert Charles Wilson
4. Les Voyages du fils par Jacques Abeille
5. Efroyabl Ange1 par Iain Banks
6. Rêves de machines par Louisa Hall
7. Redrum par Jean-Pierre Ohl
8. Le Marteau des sorcières par Fabien Cerutti (réédition en Folio Fantasy en 2024)
9. Tous nos contretemps par Elan Mastai
10. Moi, Peter Pan par Michael Roch
11. Ce qui relie par Laurent Genefort
12. Plop par Rafael Pinedo
13. Mes vrais enfants par Jo Walton
14. Pornarina par Raphaël Eymery
15. La Bibliothèque de Mount Char par Scott Hawkins
16. Sénéchal par Grégory Da Rosa
17. Os de Lune par Jonathan Carroll
18. Le Sang des immortels par Laurent Genefort
19. Les Seigneurs de Bohen par Estelle Faye
20. Ce qui divise par Laurent Genefort
21. Nouvelle Lune par Ian McDonald
22. Le sang jamais n'oublie par Lucie Pierrat-Pajot
23. Dans la toile du temps par Adrian Tchaikovsky
24. Amatka par Karin Tidbeck
25. Les Griffes et les Crocs par Jo Walton
26. Sénéchal II par Grégory Da Rosa
27. Bagdad, la grande évasion ! par Saad Z. Hossain (en)
28. Station : La Chute par Al Robertson
29. Rétrograde par Peter Cawdron

### Années 2020
| Sommaire : | - Haut - 2020 - 2021 - 2022 - 2023 - 2024 - 2025 |

#### 2020
1. Le Testament d'involution par Fabien Cerutti (réédition en Folio Fantasy en 2024)
2. Le Gambit du renard par Yoon Ha Lee
3. Toxoplasma par Sabrina Calvo
4. De synthèse par Karoline Georges
5. Elle qui chevauche les tempêtes par George R. R. Martin et Lisa Tuttle
6. L'Ours et le Rossignol par Katherine Arden (réédition en Folio Fantasy en 2024)
7. Ce qui révèle par Laurent Genefort
8. Thecel par Léo Henry
9. Sénéchal III par Grégory Da Rosa
10. Les Gardiens célestes par Romain d'Huissier
11. Uter Pandragon par Thomas Spok
12. Les Nuages de Magellan par Estelle Faye
13. Autonome par Annalee Newitz
14. Opération Sabines par Nicolas Texier
15. Le Pays d'octobre par Ray Bradbury
16. L'Enfant de poussière par Patrick K. Dewdney (réédition en Folio Fantasy en 2023)
17. Lady Astronaute par Mary Robinette Kowal
18. Les Jeux du siècle par Lucie Pierrat-Pajot
19. La Messagère du ciel par Lionel Davoust
20. Chevauche-brumes par Thibaud Latil-Nicolas
21. Opération Jabberwock par Nicolas Texier

#### 2021
1. Derniers jours d'un monde oublié par Chris Vuklisevic (réédition en Folio Fantasy en 2023)
2. Ecotopia par Ernest Callenbach
3. Jack Glass par Adam Roberts
4. Chroniques du pays des mères par Élisabeth Vonarburg
5. Hors sol par Pierre Alferi
6. Les Furtifs de Alain Damasio
7. Le Livre jaune par Michael Roch
8. Le Stratagème du corbeau par Yoon Ha Lee
9. Lune du loup par Ian McDonald
10. Braises de guerre par Gareth L. Powell
11. Conséquences d'une disparition par Christopher Priest
12. Le Verrou du fleuve par Lionel Davoust
13. Dix jours avant la fin du monde par Manon Fargetton
14. La Fille dans la tour par Katherine Arden (réédition en Folio Fantasy en 2024)
15. L'Héritage de Richelieu par Philippe Auribeau
16. Curée chaude par Jean-Philippe Jaworski (réédition en Folio Fantasy en 2023)
17. 1984 par George Orwell
18. Chiens de guerre par Adrian Tchaikovsky
19. Blues pour Irontown par John Varley
20. La Peste et la Vigne par Patrick K. Dewdney (réédition en Folio Fantasy en 2023)
21. Lune montante par Ian McDonald
22. L'Élixir ultime par Lucie Pierrat-Pajot
23. L'Hiver de la sorcière par Katherine Arden (réédition en Folio Fantasy en 2024)
24. Pierre-de-vie par Jo Walton
25. La Fureur de la Terre par Lionel Davoust

#### 2022
1. Radio libre Albemuth par Philip K. Dick (réédition du no 237)
2. Les Révoltés de Bohen par Estelle Faye
3. Les Secrets du Premier Coffre par Fabien Cerutti
4. L'Obscur par Philippe Testa
5. Le Sentiment du fer par Jean-Philippe Jaworski (réédition en Folio Fantasy en 2024)
6. Les Flots sombres par Thibaud Latil-Nicolas
7. Trois cœurs battant la nuit par Aurélien Manya
8. Le Phare au corbeau par Rozenn Illiano
9. Expiration par Ted Chiang
10. Colonies par Laurent Genefort
11. La Chose en soi par Adam Roberts
12. L'Armada de Marbre par Gareth L. Powell
13. L'empire s’effondre par Sébastien Coville
14. L'Héritage de l'Empire - 1 par Lionel Davoust
15. L'Héritage de l'Empire - 2 par Lionel Davoust
16. La Marque par Jacqueline Carey
17. L'Élue par Jacqueline Carey
18. Jardins de poussière par Ken Liu
19. After® par Auriane Velten
20. Les Agents par Grégoire Courtois
21. Vers les étoiles par Mary Robinette Kowal
22. La Pierre jaune par Geoffrey Le Guilcher
23. La Piste des cendres par Emmanuel Chastellière
24. Un reflet de lune par Estelle Faye

#### 2023
1. L'Avatar par Jacqueline Carey
2. Le Quatrième Roi mage par Antonio Exposito
3. Le Silence de la cité par Élisabeth Vonarburg
4. Nouvelles - 1 : 1952-1962 par Frank Herbert
5. Nouvelles - 2 : 1964-1979 par Frank Herbert
6. L'Appel des grands cors par Thibaud Latil-Nicolas
7. Enquêtes d'un détective à vapeur par Olav Koulikov et Viat Koulikov
8. L'Art du naufrage par Pascale Quiviger (Folio Fantasy)
9. Dans les profondeurs du temps par Adrian Tchaikovsky
10. Melmoth furieux par Sabrina Calvo
11. La Ville dans le ciel par Christopher Brookmyre
12. Célestopol 1922 par Emmanuel Chastellière
13. Les Chiens et la Charrue par Patrick K. Dewdney (Folio Fantasy)
14. Toucher la peau du ciel par Sébastien Coville
15. L'Éclat d'étoiles impossibles par Gareth L. Powell
16. L'Invasion divine par Philip K. Dick (réédition du no 249 avec une traduction révisée)
17. Rendez-vous demain par Christopher Priest
18. Les Filles de mai par Pascale Quiviger (Folio Fantasy)
19. Vers Mars par Mary Robinette Kowal
20. Malou dit vrai par Gwen Guilyn
21. Vivonne par Jérôme Leroy
22. La Transmigration de Timothy Archer par Philip K. Dick (réédition du no 255 avec une traduction harmonisée)

#### 2024
1. Sur la Lune par Mary Robinette Kowal
2. Yama Loka terminus par Léo Henry et Jacques Mucchielli
3. Le Tournoi des preux par Jean-Philippe Jaworski (Folio Fantasy)
4. Les Adieux par Pascale Quiviger (Folio Fantasy)
5. L'Enterrement des étoiles par Christophe Guillemain (Folio Fantasy)
6. Summerland par Hannu Rajaniemi
7. Les Hurleuses par Adrien Tomas (Folio Fantasy)
8. L'Empire des Abysses par Adrien Tomas (Folio Fantasy)
9. La Respiration du ciel par Mélodie Joseph (Folio Fantasy)
10. Quand vient la horde par Aurélie Luong (Folio Fantasy)
11. Les Temps ultramodernes par Laurent Genefort
12. Nulle âme ne désespère en vain par Sébastien Coville
13. Kallocaïne par Karin Boye
14. Courage par Pascale Quiviger (Folio Fantasy)
15. Ou ce que vous voudrez par Jo Walton (Folio Fantasy)
16. Le Conte de l'assassin par Jean-Philippe Jaworski (Folio Fantasy)
17. Burning Sky par Stéphane Przybylski

#### 2025
1. Johannes Cabal, le Nécromancien par Jonathan L. Howard (en) (Folio Fantasy)
2. Du thé pour les fantômes par Chris Vuklisevic (Folio Fantasy)
3. Himilce par Emmanuel Chastellière (Folio Fantasy)
4. Terra Humanis par Fabien Cerutti
5. Bain de boue par Ars O'
6. Les Marches des géants par Manon Fargetton (Folio Fantasy)
7. Le Débat des dames par Jean-Philippe Jaworski (Folio Fantasy)
8. Cimqa par Auriane Velten
9. La brume l’emportera par Stéphane Arnier (Folio Fantasy)
10. La Semeuse de vents par Mélodie Joseph (Folio Fantasy)
11. L'homme superflu par Mary Robinette Kowal